# Статанус

Стата́нус (лат. Statanus, від stare — «стояти») — давньоримське божество, що відповідало за перше вставання дитини на ноги. Входить до групи функціональних нуменів — вузькоспеціалізованих божеств, які супроводжували окремі фізіологічні або життєві процеси.

## Функція та значення
Статанус опікувався одним із ключових етапів дитячого розвитку — моментом, коли немовля вперше намагається стояти. У римській культурі це вважалося важливою ознакою переходу від безпомічності до більш активного життя. Його ім’я походить від латинського stare — «стояти», «перебувати у вертикальному положенні».
Подібно до інших дитячих божеств, як-от Фабулін, Ватіканус чи Куба, Статанус виконував роль «стартового» нумена, який забезпечував нормальний розвиток дитини. Йому могли жертвувати в домашніх умовах при досягненні цієї фази розвитку.

## Згадки у джерелах
Про Статануса згадує Августин Блаженний у VI книзі De Civitate Dei (Про Град Божий) як приклад надмірної деталізації римського пантеону. У розділі 9 він іронічно пише:
«…І Статанус, щоб дитина могла стати на ноги…»
Ім’я божества також зустрічається у переліках indigitamenta, які укладали понтифіки для звернення до конкретних богів у чітко визначених життєвих ситуаціях.

## Культурний контекст
Культ Статануса, як і інших подібних функціональних нуменів, був частиною домашньої релігії римлян. Йому не будували храмів, однак шанували через молитовні формули та символічні жертви. Християнізація Римської імперії призвела до зникнення таких культів, але їхні імена збереглися у працях античних авторів.